# Туйково (Костромська область)
Туйково (рос. Туйково) — присілок в Мантуровському районі Костромської області Російської Федерації.
Населення становить 5 осіб. Входить до складу муніципального утворення Леонтєвське сільське поселення.

## Історія
Від 1944 року населений пункт належить до Костромської області.
Від 2007 року входить до складу муніципального утворення Леонтьевское сельское поселение.

## Населення
| 2008 | 2010 | 2014 |
| ---- | ---- | ---- |
| 7    | ↘0   | ↗5   |